# Prosopocoilus gertrudae
Prosopocoilus gertrudae is een keversoort uit de familie vliegende herten (Lucanidae). De wetenschappelijke naam van de soort is voor het eerst geldig gepubliceerd in 1991 door Arnaud & Lacroix.